# Rost (cráter)

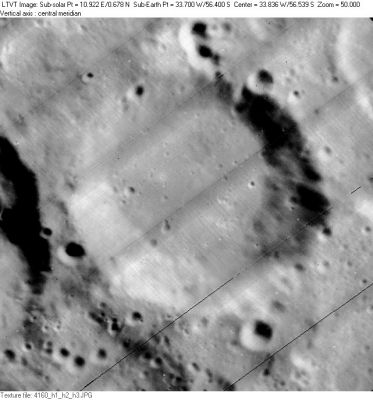
Fotografía de la misión Lunar Orbiter 4

Rost es un cráter de impacto situado en la parte suroeste de la Luna. Se encuentra al sureste de Schiller, una formación característica de forma alargada. Al sureste de Rost se halla el más grande Scheiner. Al oeste-suroeste aparece Weigel, un cráter más pequeño.
|  |

Este cráter es una formación circular con un borde bajo. La pared y el suelo interior carecen casi por completo de rasgos característicos reseñables. Algunos pequeños cráteres se agrupan alrededor del borde, con una de ellos atravesando la pared al noroeste, y un segundo cráter en el lado sur de la pared interna. El interior no tiene características importantes, con solo un pequeño cratercillo marcando la superficie.
Rost se encuentra al este de la Cuenca Schiller-Zucchius, cuyo borde exterior se encuentra entre Rost y Rost A.

## Cráteres satélite
Por convención estos elementos son identificados en los mapas lunares poniendo la letra en el lado del punto medio del cráter que está más cercano a Rost.
|      | \| Rost \| Coordenadas \| Diámetro \| \| ---- \| ------------------------------ \| -------- \| \| A \| 56°30′S 36°42′O / -56.5, -36.7 \| 45 km \| \| B \| 54°36′S 36°00′O / -54.6, -36.0 \| 20 km \| \| D \| 56°36′S 30°54′O / -56.6, -30.9 \| 31 km \| \| M \| 55°30′S 31°24′O / -55.5, -31.4 \| 27 km \| \| N \| 57°12′S 33°00′O / -57.2, -33.0 \| 6 km \| |          |
| Rost | Coordenadas | Diámetro |
| A    | 56°30′S 36°42′O / -56.5, -36.7 | 45 km    |
| B    | 54°36′S 36°00′O / -54.6, -36.0 | 20 km    |
| D    | 56°36′S 30°54′O / -56.6, -30.9 | 31 km    |
| M    | 55°30′S 31°24′O / -55.5, -31.4 | 27 km    |
| N    | 57°12′S 33°00′O / -57.2, -33.0 | 6 km     |